# إنسان نانجينغ
إنسان نانجينغ (بالإنجليزية: Nanjing Man) (باللاتينية: Homo erectus nankinensis) هو نوع فرعي الإنسان المنتصب تم العثور عليه كمستحاثة في الصين. جماحم ذكور وإناث لهذا النوع اكتُشفت في سنة 1993 بالقرب من كهف في مدينة نانجينغ. والتي يعود تاريخها إلى حوالي 580,000 إلى 620,000 سنة. يتم الاحتفاظ بالجمجمة الآن في متحف نانجينغ، وتحت بحوث متعمقة من قِبل العلماء المشهورين في هذا المجال.